# Zamami-jima
Zamami-jima (jap. 座間味島) ist eine Insel in der Gruppe der Kerama-Inseln und Ryūkyū-Inseln im Pazifik.

## Geographie
Zamami-jima liegt in der subtropischen Klimazone. Die Taifun-Saison dauert von Mai bis Oktober, sie können aber auch gelegentlich früher im Jahr auftreten. Die Insel hat eine Fläche von 6,70 km² und 582 Einwohner in 321 Haushalten (Stand: 1. Januar 2015). Zamami-jima gehört zu der gleichnamigen Gemeinde Zamami der Präfektur Okinawa. Der höchste Berg Zamami-jimas ist der Ufudaki mit etwa 161 m.
| Aka-jima |

| Amuro-jima |

| Fukaji-jima |

| Geruma-jima |

| Gishippu-jima |

| Keise-Inseln |

| Kuroshima |

| Kuba-jima |

| Maeshima |

| Tokashiki-jima |

| Yakabi-jima |

| Zamami-jima |

| Okinawa Hontō |

Zamami-jima und die restlichen Kerama-Inseln liegen innerhalb des im März 2014 ausgewiesenen Keramashotō-Nationalparks. Die Inseln sind von artenreichen Korallenriffen umgeben, die bereits 2005 als Ramsar-Gebiet unter Schutz gestellt wurden. Rund um die Inseln können im Dezember bis April Buckelwalen beobachtet werden, die im Winter hier ihre Kälber zur Welt bringen und aufziehen, bevor sie im Sommer ins Nordpolarmeer ziehen.

## Geschichte
Zamami gilt als der erste Landungspunkt der US-Streitkräfte während des Zweiten Weltkriegs.

## Tourismus
Heute lebt die Bevölkerung von Zamami hauptsächlich vom Fischfang und von diversen Wassersportangeboten für Touristen. Beliebt sind Tauchen, Schnorcheln und Wale beobachten. Auf Zamami befinden sich auch Strände wie z. B. der Kozamami-Strand, der sich als Startpunkt für einen Tauch- oder Schnorchelausflug eignet.
Es bestehen täglich mehrere Fährverbindungen zwischen Zamami-jima und der Stadt Naha auf der Hauptinsel Okinawa.

## Galerie

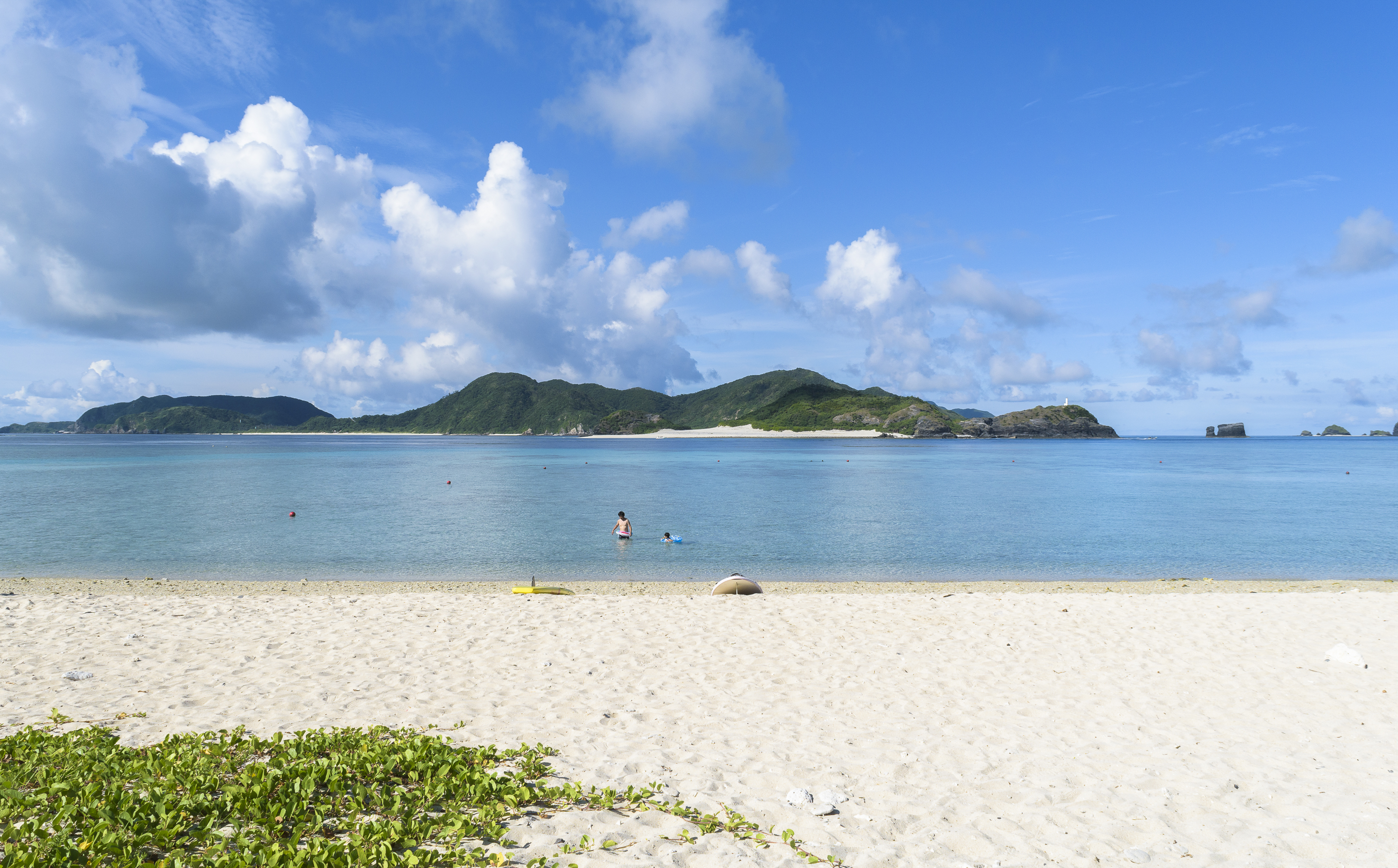
Strand von Ama
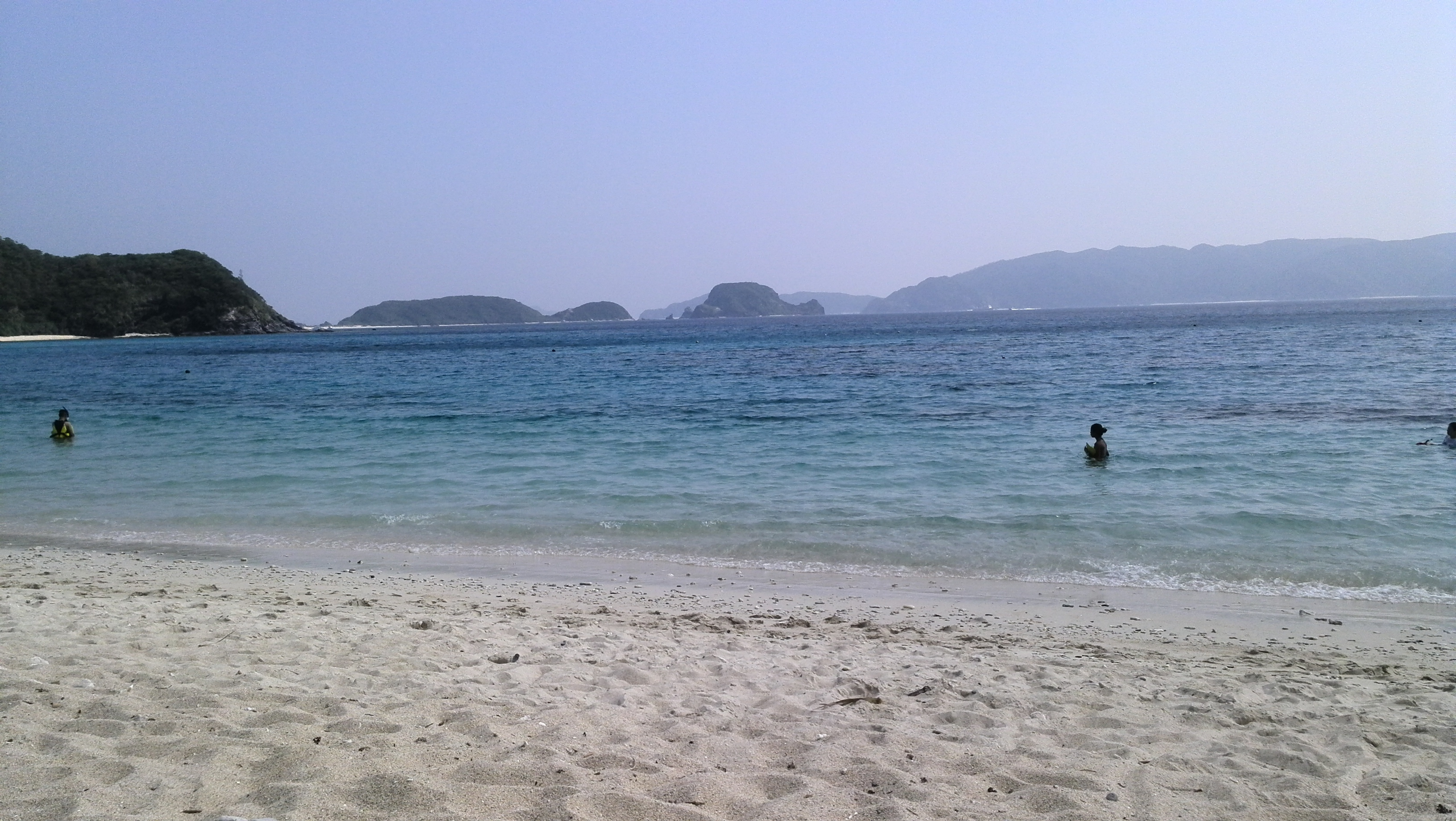
Strand von Furuzamami
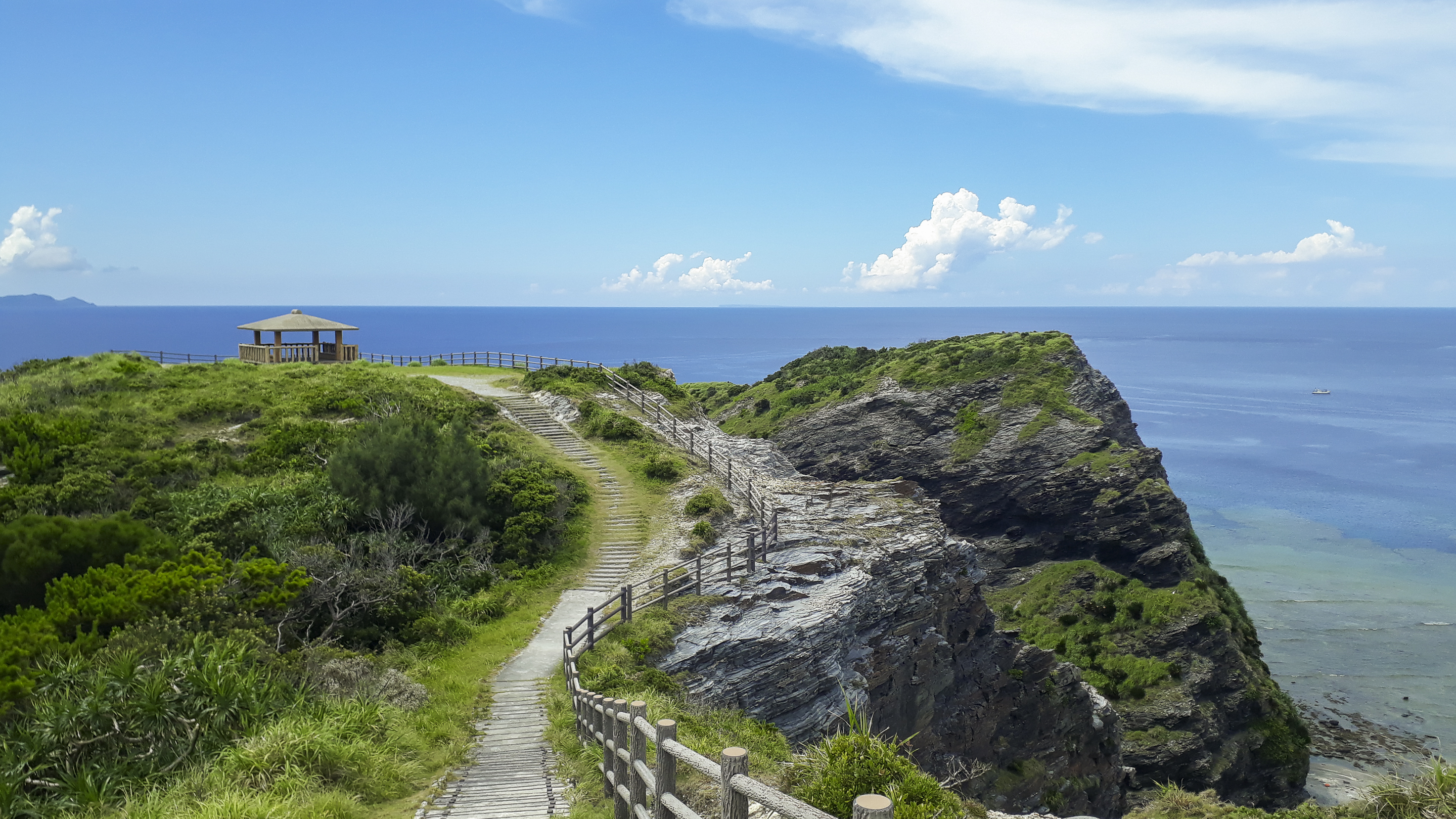
Aussichtspunkt Unajinosachi
- Video Rundumsicht über Zamami-jima